# Ristisalmensaaret (ö i Finland)
Ristisalmensaaret är en ö i Finland. Den ligger i sjön Saimen och i kommunen Villmanstrand i den ekonomiska regionen  Villmanstrands ekonomiska region  och landskapet Södra Karelen, i den södra delen av landet, 200 km nordost om huvudstaden Helsingfors. Öns area är 2,1 hektar och dess största längd är 170 meter i nord-sydlig riktning.  Notera att namnet antyder att det är fråga om flera öar.